# Władimir Brand
Władimir Władimirowicz Brand, ros. Владимир Владимирович Бранд (ur. 17 lipca 1892  w guberni tulskiej, zm. 16 marca 1942 w okupowanym Smoleńsku) – rosyjski wojskowy (podpułkownik), emigracyjny poeta, publicysta, działacz antysowiecki, współpracownik Sonderstab "R" podczas II wojny światowej.
Ukończył nikołajewski korpus kadetów, zaś w 1912 r. michajłowską szkołę artyleryjską. Brał udział w I wojnie światowej. Służył w oddziałach artylerii. Awansował do stopnia kapitana. W czerwcu 1919 r. wstąpił do Armii Północno-Zachodniej gen. Nikołaja N. Judenicza. Objął funkcję zastępcy dowódcy 6 Samodzielnego Dywizjonu Artylerii Lekkiej. Doszedł do stopnia podpułkownika. Na emigracji zamieszkał w Polsce. Należał do Ludowego Związku Obrony Ojczyzny i Wolności pod przewodnictwem Borysa W. Sawinkowa. Od 1924 r. działał w Bractwie Prawdy Rosyjskiej (BRN). W 1935 r. przeszedł do Narodowego Związku Pracujących (NTS). Jednocześnie należał do kierownictwa NTS. Na pocz. lat 20. współtworzył tzw. "Tawernę poetów", wydającej almanach literacki "Шестеро". Był autorem wierszy, opublikowanych w zbiorze pt. "Стихи" w Warszawie w 1932 r. Pisał artykuły do emigracyjnych pism rosyjskich, jak "За Свободу!", czy "Грань". Od pocz. lat 30. redagował pisma "Wieść", a następnie "Miecz". Współpracował z polskim wywiadem wojskowym. Po ataku wojsk niemieckich na ZSRR 22 czerwca 1941 r., został współpracownikiem tzw. Sonderstab "R". Jako przedstawiciela NTS wysłano go z tajną misją do okupowanego Smoleńska. Stanął na czele miejscowej grupy działaczy NTS, ale zmarł wkrótce na tyfus.